# Giải BAFTA lần thứ 29
Giải BAFTA lần thứ 29, được trao bởi Viện Hàn lâm Nghệ thuật Điện ảnh và Truyền hình Anh Quốc năm 1976 để tôn vinh những bộ phim xuất sắc nhất năm 1975.

## Chiến thắng và đề cử
BAFTA Fellowship: Charlie Chaplin và Laurence Olivier
| Phim hay nhất Alice Doesn't Live Here Anymore – Martin Scorsese - Barry Lyndon – Stanley Kubrick - Dog Day Afternoon – Sidney Lumet - Hàm cá mập – Steven Spielberg | Đạo diễn xuất sắc nhất Stanley Kubrick – Barry Lyndon - Martin Scorsese – Alice Doesn't Live Here Anymore - Sidney Lumet – Dog Day Afternoon - Steven Spielberg – Hàm cá mập                                                                                   |
| Nam diễn viên chính xuất sắc nhất Al Pacino – Dog Day Afternoon vai Sonny Wortzik Al Pacino – Bố già phần II vai Michael Corleone - Dustin Hoffman – Lenny vai Lenny Bruce - Gene Hackman – French Connection II vai Detective Jimmy Doyle - Gene Hackman – Night Moves vai Harry Moseby - Richard Dreyfuss – Hàm cá mập vai Matt Hooper         | Nữ diễn viên chính xuất sắc nhất Ellen Burstyn – Alice Doesn't Live Here Anymore vai Alice Hyatt - Anne Bancroft – The Prisoner of Second Avenue vai Edna Edison - Liv Ullmann – Scenes from a Marriage vai Marianne - Valerie Perrine – Lenny vai Honey Bruce |
| Nam diễn viên phụ xuất sắc nhất Fred Astaire – The Towering Inferno vai Harlee Franklin - Burgess Meredith – The Day of the Locust vai Harry Greener - Jack Warden – Shampoo vai Lester Karpf - Martin Balsam – The Taking of Pelham One Two Three vai Harold Longman                                                                            | Nữ diễn viên phụ xuất sắc nhất Diane Ladd – Alice Doesn't Live Here Anymore vai Florence Jean Castleberry - Gwen Welles – Nashville vai Sueleen Gay - Lelia Goldoni – Alice Doesn't Live Here Anymore vai Bea - Ronee Blakley – Nashville vai Barbara Jean     |
| Kịch bản xuất sắc nhất Alice Doesn't Live Here Anymore – Robert Getchell - Dog Day Afternoon – Frank Pierson - Hàm cá mập – Peter Benchley và Carl Gottlieb - Nashville – Joan Tewkesbury | Quay phim xuất sắc nhất Barry Lyndon – John Alcott - The Man Who Would Be King – Oswald Morris - Rollerball – Douglas Slocombe - The Towering Inferno – Fred J. Koenekamp                                                                                      |
| Thiết kế phục trang xuất sắc nhất The Day of the Locust – Ann Roth - Barry Lyndon – Ulla-Britt Söderlund và Milena Canonero - The Four Musketeers – Yvonne Blake - The Man Who Would Be King – Edith Head | Dựng phim xuất sắc nhất Dog Day Afternoon – Dede Allen - Bố già phần II – Peter Zinner, Barry Malkin và Richard Marks - Hàm cá mập – Verna Fields - Rollerball – Antony Gibbs                                                                                  |
| Nhạc phim hay nhất Hàm cá mập – John Williams The Towering Inferno – John Williams - Bố già phần II – Nino Rota - The Taking of Pelham One Two Three – David Shire - The Wind and the Lion – Jerry Goldsmith | Thiết kế sản xuất xuất sắc nhất Rollerball – John Box - Barry Lyndon – Ken Adam - The Day of the Locust – Richard MacDonald - The Towering Inferno – William J. Creber                                                                                         |
| Âm thanh xuất sắc nhất Nashville – William A. Sawyer, Jim Webb, Chris McLaughlin và Richard Portman - Dog Day Afternoon – Jack Fitzstephens, Richard Cirincione, Sandy Packow, Stephen A. Rotter, James Sabat và Dick Vorisek - Hàm cá mập – John Carter và Robert Hoyt - Rollerball – Les Wiggins, Archie Ludski, Derek Ball và Gordon McCallum | Phim hoạt hình ngắn hay nhất Great – Bob Godfrey - The Owl Who Married a Goose: An Eskimo Legend – Caroline Leaf |
| Phim tài liệu hay nhất The Early Americans – Alan Pendry - Seven Green Bottles – Eric Morquis | Phim chuyên môn hay nhất The Curiosity That Kills The Cat – Cedric Maggs - How An Aeroplane Flies Part I – Derek Armstrong - The Oil In Your Engine – Phillip Owtram                                                                                           |
| Giải John Grierson Sea Area Forties – John Armstrong - Leaving Lily – Graham Baker - The Living Woodland – Ronald Eastman - Waiting On Weather – Ron Granville | Giải Liên Hợp Quốc Conrack – Martin Ritt |
| Diễn viên mới xuất sắc nhất Valerie Perrine – Lenny vai Honey Bruce - Alfred Lutter – Alice Doesn't Live Here Anymore vai Tommy Hyatt - Lily Tomlin – Nashville vai Linnea Reese - Robert De Niro – Bố già phần II vai Vito Corleone | |

## Thống kê
| Số lượng | Phim                               |
| -------- | ---------------------------------- |
| 7        | Alice Doesn't Live Here Anymore    |
| 7        | Hàm cá mập                         |
| 6        | Dog Day Afternoon                  |
| 5        | Barry Lyndon                       |
| 5        | Nashville                          |
| 4        | Bố già phần II                     |
| 4        | Rollerball                         |
| 4        | The Towering Inferno               |
| 3        | The Day of the Locust              |
| 3        | Lenny                              |
| 2        | The Man Who Would Be King          |
| 2        | The Taking of Pelham One Two Three |

| Số lượng | Phim                            |
| -------- | ------------------------------- |
| 4        | Alice Doesn't Live Here Anymore |
| 2        | Barry Lyndon                    |
| 2        | Dog Day Afternoon               |
| 2        | The Towering Inferno            |